# Prague Open 2023
Prague Open 2023 (còn được biết đến với Livesport Prague Open 2023 vì lý do tài trợ) là một giải quần vợt nữ chuyên nghiệp thi đấu trên mặt sân cứng ngoài trời. Đây là lần thứ 14 giải đấu được tổ chức, và là một phần của WTA 250 trong WTA Tour 2023. Giải đấu diễn ra tại TK Sparta Praha ở Prague, Cộng hòa Séc từ ngày 31 tháng 7 đến ngày 6 tháng 8 năm 2023.

## Sự tham dự của các vận động viên Nga & Belarus
Trước giải đấu, cảnh sát Cộng hòa Séc đã không cho phép tay vợt Nga Anastasia Pavlyuchenkova nhập cảnh. Các tay vợt Nga và Belarus sau đó được yêu cầu không đến Cộng hòa Séc và buộc phải rút lui khỏi giải đấu. Dù đã thi đấu với tư cách trung lập, không có quốc kỳ hoặc biểu tượng, nhưng chính phủ Cộng hòa Séc đã thông qua một nghị quyết cấm tất cả các vận động viên Nga và Belarus nhập cảnh vào nước này do cuộc tấn công của Nga vào Ukraina.

## Nội dung đơn

### Hạt giống
| Quốc gia | Tay vợt         | Xếp hạng† | Hạt giống |
| -------- | --------------- | --------- | --------- |
| CZE      | Marie Bouzková  | 29        | 1         |
| CHN      | Zhu Lin         | 38        | 2         |
| CHN      | Zhang Shuai     | 45        | 3         |
| CZE      | Linda Nosková   | 59        | 4         |
| GER      | Tatjana Maria   | 65        | 5         |
| FRA      | Alizé Cornet    | 70        | 6         |
| CHN      | Wang Xinyu      | 71        | 7         |
| UKR      | Kateryna Baindl | 77        | 8         |
| CHN      | Wang Xiyu       | 80        | 9         |

† Bảng xếp hạng vào ngày 24 tháng 7 năm 2023.

### Vận động viên khác
Đặc cách:
- Lucie Havlíčková
- Tereza Martincová
- Barbora Palicová

Bảo toàn thứ hạng:
- Jaqueline Cristian
- Barbora Strýcová
- Patricia Maria Țig

Miễn đặc biệt:
- Heather Watson

Vượt qua vòng loại:
- Emiliana Arango
- Viktória Hrunčáková
- Elvina Kalieva
- Gabriela Knutson
- Tamara Korpatsch
- Dayana Yastremska

Thua cuộc may mắn:
- Nao Hibino
- Ankita Raina

### Rút lui
- Barbora Krejčíková → thay thế bởi  Kaia Kanepi
- Kristína Kučová → thay thế bởi  Lucrezia Stefanini
- Tatjana Maria → thay thế bởi  Ankita Raina
- Rebeka Masarova → thay thế bởi  Nao Hibino
- Evgeniya Rodina → thay thế bởi  Jule Niemeier
- Aliaksandra Sasnovich → thay thế bởi  Yuan Yue

## Nội dung đôi

### Hạt giống
| Quốc gia | Tay vợt          | Quốc gia | Tay vợt         | Xếp hạng† | Hạt giống |
| -------- | ---------------- | -------- | --------------- | --------- | --------- |
| CHN      | Zhang Shuai      | CHN      | Zhu Lin         | 129       | 1         |
| GBR      | Alicia Barnett   | GBR      | Olivia Nicholls | 145       | 2         |
| CZE      | Anastasia Dețiuc | CZE      | Anna Sisková    | 187       | 3         |
| GBR      | Naiktha Bains    | GBR      | Maia Lumsden    | 198       | 4         |

† Bảng xếp hạng vào ngày 24 tháng 7 năm 2023.

### Vận động viên khác
Đặc cách:
- Nikola Bartůňková /  Tereza Valentová
- Barbora Palicová /  Dominika Šalková

### Rút lui
- Lucie Havlíčková /  Miriam Kolodziejová → thay thế bởi  Luksika Kumkhum /  Peangtarn Plipuech

## Nhà vô địch

### Đơn
- Nao Hibino đánh bại  Linda Nosková 6–4, 6–1

### Đôi
- Nao Hibino /  Oksana Kalashnikova đánh bại  Quinn Gleason /  Elixane Lechemia 6–7(7–9), 7–5, [10–3]